# A. Hyatt Verrill
Alpheus Hyatt Verrill (* 23 de julio de 1871 en New Haven - † 14 de noviembre de 1954 en Chiefland), conocido como A. Hyatt Verrill o solamente Hyatt Verrill, fue un zoólogo, explorador, inventor, ilustrador y autor estadounidense. Fue uno de los seis hijos del primer profesor de zoología de la Universidad de Yale, Addison Emery Verrill y de Flora L. Verrill (nacida Smith), que le dieron su nombre en honor de un compañero de estudios de su padre, Alpheus Hyatt.
Es autor de muchos libros sobre historia natural y numerosas obras de ciencia ficción.

## Biografía
A. Hyatt Verrill escribió sobre una amplia variedad de temas, que incluyen historia natural, literatura de viajes, radio y la caza de ballenas. Participó en varias expediciones arqueológicas a las Antillas, Suramérica y América Central. Viajó extensamente por las Antillas, y todas las Américas, del norte, centro y sur. Theodore Roosevelt declaró: "Fue mi amigo Verrill aquí, quien realmente puso a las Indias Occidentales en el mapa".
Durante 1896 se desempeñó como editor de historia natural del Webster's International Dictionary, y también como ilustrador de obras de divulgación científica y de muchos de sus propios escritos. Interesado en estas artes gráficas (se formó en la Escuela de Bellas Artes de la Universidad de Yale y además recibió cursos en zoología organizados por su propio padre), en 1902 A. Hyatt Verrill inventó un proceso autocromo de fotografía en color natural.

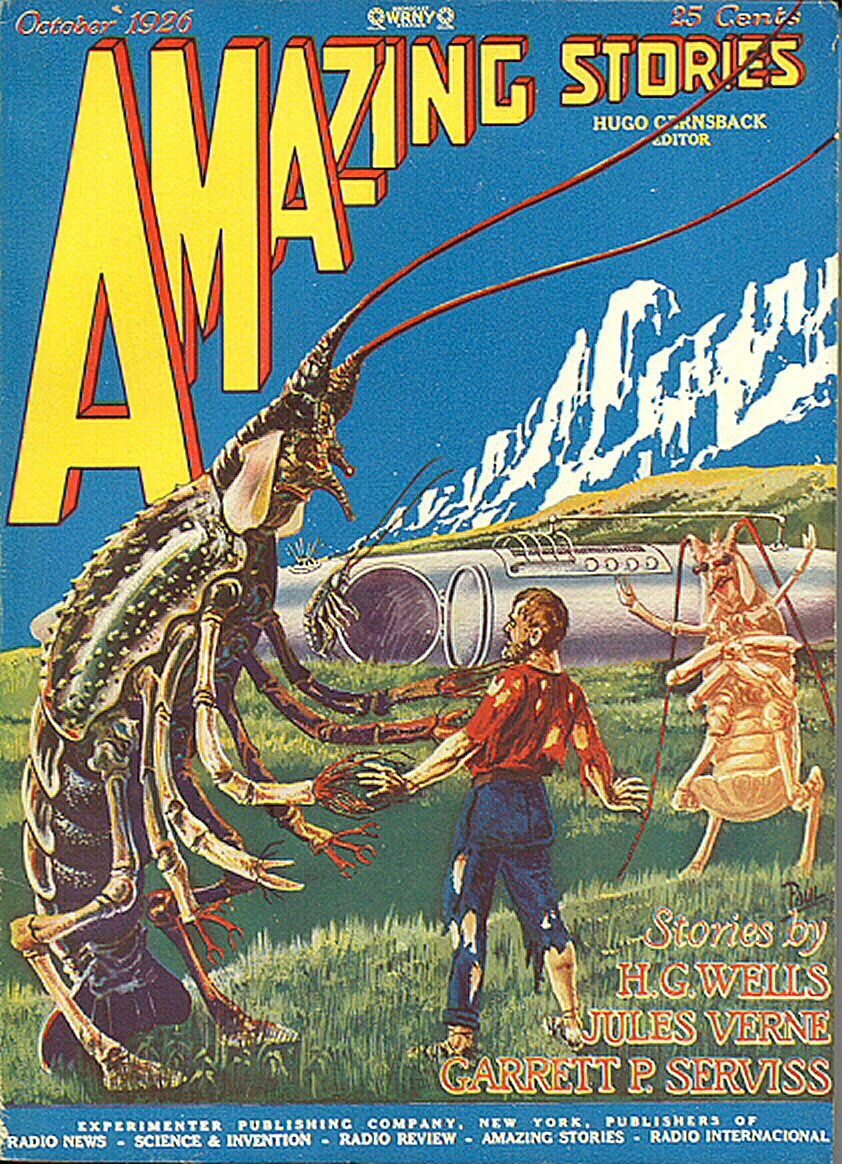
Cubierta del mes de octubre de 1926 de la revista Amazing Stories, que incluyó una primera entrega de la obra de A. Hyatt Verrill, "Beyond the Pole".

Entre sus escritos se encuentran muchos trabajos de ciencia ficción, incluyendo veintiséis de ellos publicados en Amazing Stories. A su muerte, P. Schuyler Miller señaló que A. Hyatt Verrill "fue uno de los escritores más prolíficos y exitosos de nuestro tiempo", con 115 libros en su haber, así como "artículos en innumerables periódicos". E. F. Bleiler describió sus historias de mundos perdidos como "más instruidas que la mayoría de su competencia, sino avasalladoras".
A. Hyatt Verrill estuvo casado dos veces; primero en 1892 con Kathryn L. McCarthy, con la que tuvo al menos cuatro hijos, y después, en 1944, con Lida Ruth Shawn.
Su obra When the Moon Ran Wild (1962) se publicó póstumamente usando el seudónimo de Ray Ainsbury.

### Tesoros sustraídos (y recuperados) en Panamá.
Durante el período de la presencia militar estadounidense en Panamá, durante casi 100 años, valiosas piezas arqueológicas fueron extraídas por soldados y civiles, y luego terminaron en manos de coleccionistas privados en el extranjero.
Entre los tesoros sustraídos de forma clandestina en Panamá figuran ajuares precolombinos de oro, así como reliquias halladas en el fondo submarino y que provienen del naufragio de naves durante el descubrimiento y la conquista española de América. 
Wilhelm Fnqueza exdirector Nacional de Patrimonio Histórico, recordó que en 1926 el estadounidense Hyatt Verrill excavó el sitio arqueológico El Caño, 117 kilómetros al oeste de la capital panameña, tras ser comisionado por la Heye Foundation. Verrill envió piezas talladas con rostros, columnas y megalitos al Museo del Indio Americano de Nueva York, donde Panamá interpuso una solicitud para el traslado programado de esos bienes patrimoniales a territorio panameño. Sin embargo, el funcionario reconoció que aún hace falta disponer en este país de un museo con la capacidad para recibir, preservar y restaurar los tesoros arqueológicos sean devueltos a Panamá. Detalló que como parte de una política de Estado, "se han hecho negociaciones con estos museos y algunos están dispuestos a devolver a presión, siempre y cuando haya en Panamá un sitio adecuado para mantenerlos". Franqueza añadió que "una vez Panamá cuente con un museo y un centro de restauración y conservación, y un depósito para esas piezas, se podría entablar conversaciones con ellos". El Convenio UNIDROIT, sobre bienes culturales robados o exportados ilegalmente, que fue aprobado en Roma en junio de 1995, compromete a los Estados signatarios a la restitución y devolución de esos patrimonios a los países de origen.
Fuente: Emol.com - https://www.emol.com/noticias/tecnologia/2014/12/05/693236/panama-recuperara-tesoros-arqueologicos-que-han-sido-sacados-del-pais.html Archivado el 20 de febrero de 2017 en Wayback Machine.

## Recibimiento
Los libros de A. Hyatt Verrill fueron elogiados por su entretenido estilo de escritura, pero fueron criticados por biólogos como Joel Hedgpeth, por contener "extravagantes mentiras" para atraer a los lectores más jóvenes. Especialistas en genética también describieron su estilo ameno, como H. Bentley Glass, que escribió que Hyatt Verrill había escrito una serie de divertidas obras, como Strange Prehistoric Animals and Their Stories, que estaba plagada de errores y lo que pasaba como hecho en el libro era "difícilmente distinguible" de la ficción. Lionel Walford, biólogo marino, escribió en una reseña para Wonder Creatures of the Sea de A. Hyatt Verrill, que la calidad literaria está "anulada por su falta de fiabilidad científica".
Otras reseñas fueron completamente positivas. Por ejemplo, su Harper's Book for Young Naturalists fue descrito como un libro fidedigno y un "valioso manual para la biblioteca del hogar o de la escuela".

## Bibliografía selecta

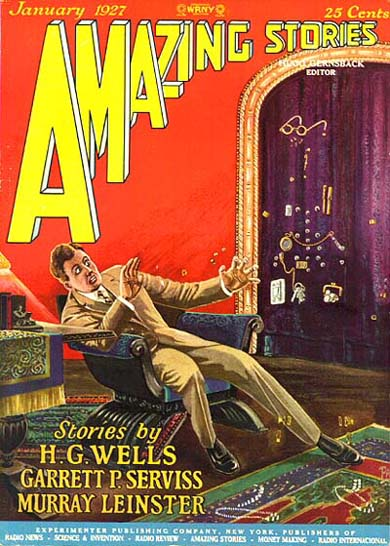
El cuento corto de A. Hyatt Verrill, "The Man Who Could Vanish", ilustró la portada del número de enero de 1927 de Amazing Stories

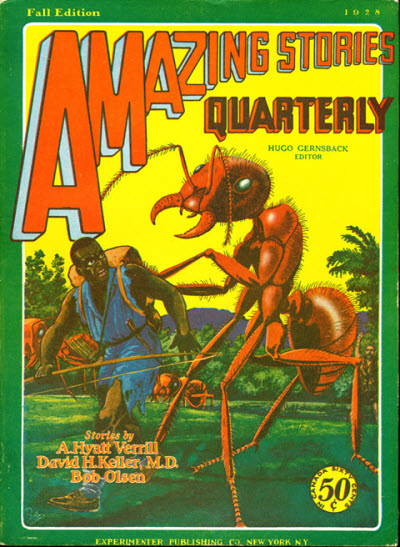
El cuento de A. Hyatt Verrill, "The World of the Giant Ants" fue la portada del número de Otoño de 1928 de Amazing Stories Quarterly

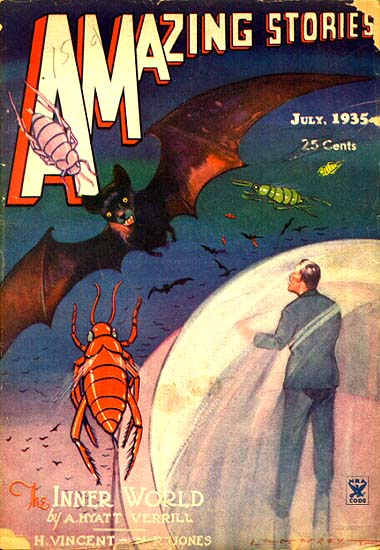
Otra entrega de una serie de A. Hyatt Verrill, The Inner World, tomó la portada de julio de 1935 de Amazing Stories